# Diálogos de los dioses
Diálogos de los dioses (griego antiguo: Θεῶν Διάλογοι, Theṑn diálogoi) son 26 diálogos breves que se burlan de la concepción homérica de los dioses griegos. Fueron escritos en griego ático en el siglo II, alrededor del año 158, por el autor sirio Luciano de Samósata. Esta colección forma parte de un cuatro denominados Diálogos —que incluyen diálogos sobre muertos, criaturas marinas y cortesanas—.

## Estructura, tema y estilo
Cada diálogo tiene dos interlocutores: un dios y un mortal sobre el destino que le ha tocado al hombre, castigado en la mayoría de los casos. En otros, sin embargo, se hace referencia a determinadas situaciones que han permitido el encuentro entre la deidad y el mortal. En particular, los «diálogos» de Luciano destacan por su fluidez y su capacidad para involucrar al lector, catapultándolo a un universo totalmente diferente del mundo religioso y de los mitos conocidos hasta ese momento. De hecho, estas historias, según las reglas de la mitología, estaban formadas por un esquema muy preciso que implicaba el error del héroe o de cualquier mortal y, por tanto, su castigo por parte de una deidad. Luciano, en los diálogos, trata de poner de manifiesto las opiniones y los sentimientos de los condenados, creando una especie de secuela de cada mito.
El estilo adoptado por Luciano es particularmente sencillo y directo, capaz de suscitar la risa y el asombro ante las narraciones de los personajes, pero también hay momentos serios de reflexión, que no dejan fuera del relato las razones de las causas y los acontecimientos de los protagonistas. En los Diálogos de los dioses, muestra las debilidades de los dioses, tanto en aventuras amorosas como en la gran variedad de metamorfosis, que tienen en mayor parte como protagonista de estas situaciones al dios Zeus.

## Los Diálogos
Los cuadros de diálogo aparecen en listas en diferente orden. El orden dado aquí se compila de: Lucianus: Dialogi deorum en Dialogues of the Gods.

### Diálogo I: Prometeo y Zeus

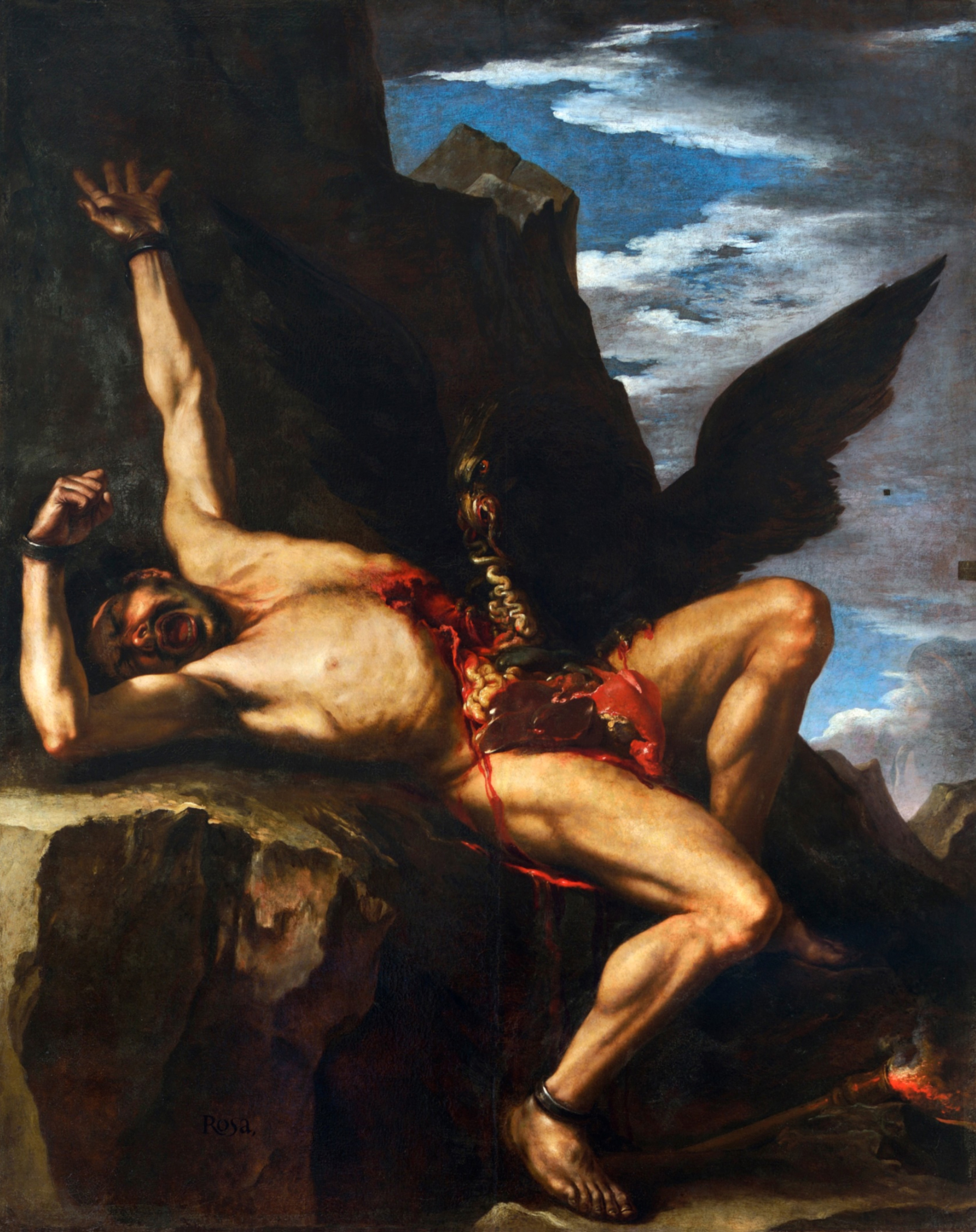
La tortura de Prometeo, por Salvator Rosa (1646-1648).

Prometeo pide a Zeus que le libere del Cáucaso, donde está encadenado con el águila mordiéndole el hígado, desde que robó el fuego a los dioses. Zeus, todavía enfadado con él, se niega, recordando a Prometeo sus crímenes, y argumenta que su tortura es, de hecho, demasiado leve. Prometeo le ruega de nuevo y le promete que le dará a Zeus información vital. El dios se muestra reacio, pero acepta, y Prometeo le advierte que no corteje a Tetis, ya que está destinada a dar a luz a un hijo más poderoso que su padre, que podría derrocar a Zeus. Asombrado, Zeus le dice a Prometeo que hará que 
Hefesto lo libere y que casará a Tetis con el mortal Peleo, de cuya unión nacerá Aquiles.

### Diálogo II: Eros y Zeus

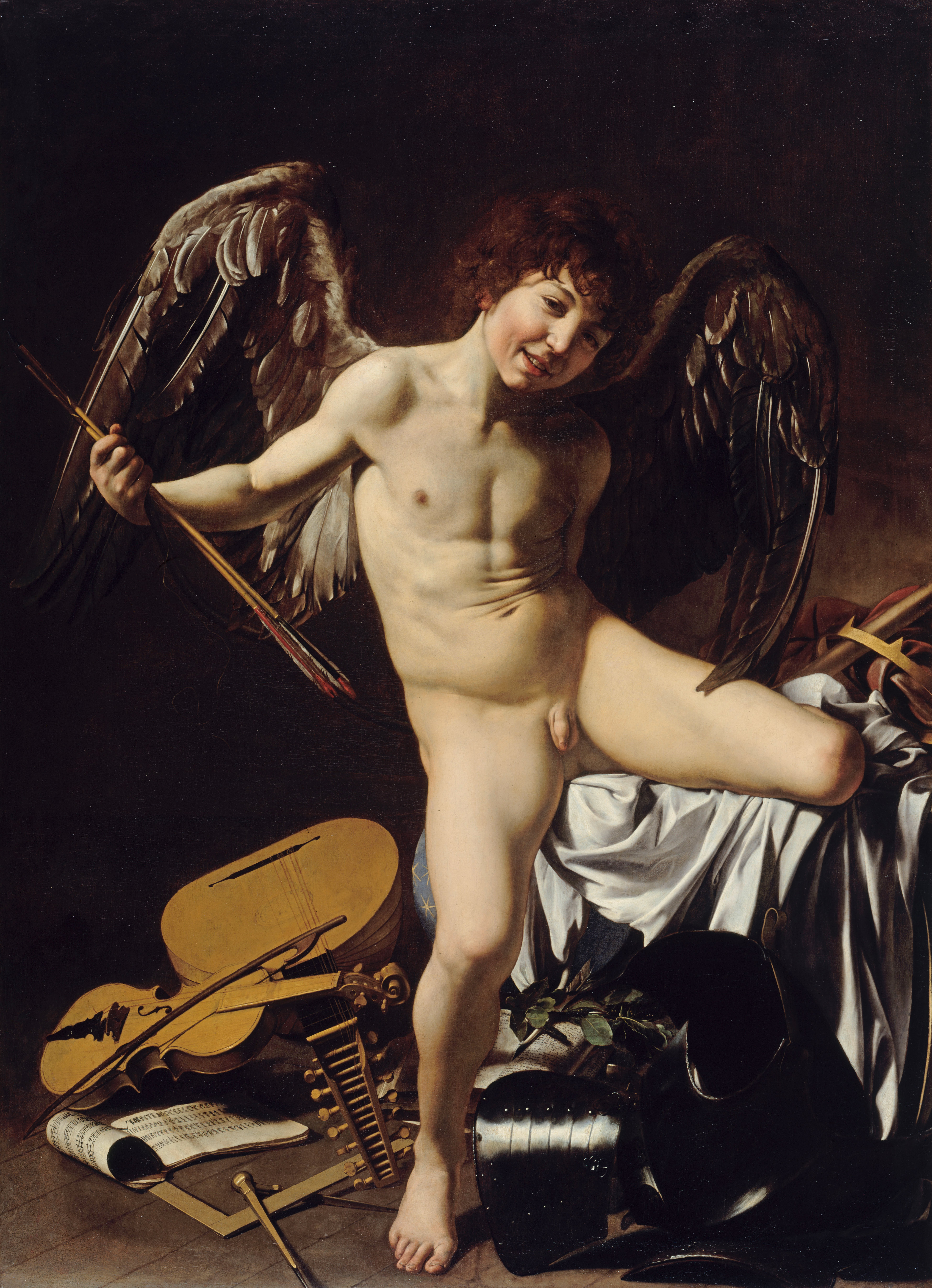
Eros en una pintura de Caravaggio, circa 1601.

Zeus se enfada con Eros, que le pide a Zeus que le perdone, ya que es solamente un niño pequeño. Zeus no se lo cree, dada la avanzada edad de Eros. Exige saber por qué Eros sigue jugando con él, haciendo que se transforme en sátiro, luego en toro, luego en oro, luego en cisne, luego en águila, pero nunca hace que las mujeres de las que está enamorado le correspondan, obligándole a engañarlas. Eros se limita a decir que es porque son mortales y no pueden soportar su verdadera forma, pero Zeus dice que tanto Jacinto como Branco amaron a Apolo. Eros señala que Dafne, sin embargo, no lo amaba; sugiere que, para ser más deseable, Zeus debería dejarse crecer los mechones largos, llevar ropa de moda y participar en bailes. Zeus se niega y le dice a Eros que deje sus trucos.

### Diálogo III: Zeus y Hermes
Zeus le pregunta a Hermes si ha oído hablar de la princesa argiva Io, a lo que Hermes responde afirmativamente. Zeus le informa de que, debido a los celos de Hera, la muchacha ha sido convertida en una vaca, y luego la ha puesto bajo la estricta tutela de Argos Panoptes. Zeus ordena a Hermes que se esconda en Nemea, mate a Argos y lleve a Io a Egipto, donde será adorada como la diosa Isis.

### Diálogo IV: Ganímedes y Zeus

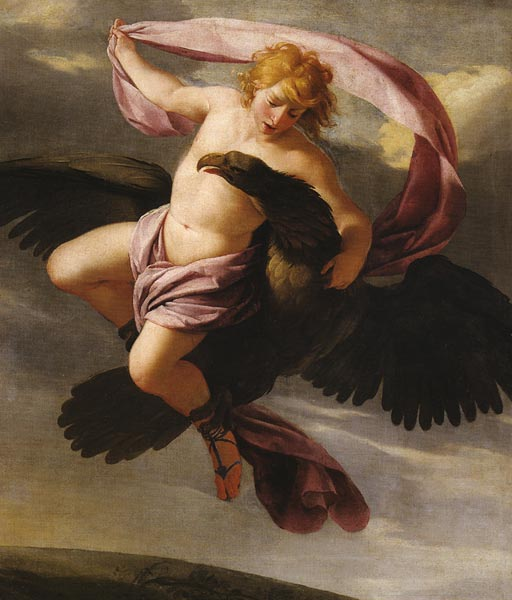
El rapto de Ganimedes. Óleo de Eustache Le Sueur. 1650.

Zeus acaba de arrebatar a Ganímedes de la Tierra, que pide que se lo devuelvan, y se angustia al revelar que el águila que lo agarró se había convertido en hombre. Zeus le explica que no es ni águila ni hombre, sino el rey de los dioses. Ganimedes se pregunta si es Pan, a quien su familia honra mucho, mientras que él cree que Zeus es solamente un secuestrador. Zeus dice que es el dios del trueno, lo que deja a Ganimedes perplejo, y señala que si no le devuelven los lobos se comerán las ovejas que debe custodiar. Zeus intenta explicar a Ganimedes que ahora es un dios que no necesita ovejas, mientras Ganimedes se lamenta de su destino y de todas las cosas que echará de menos de su vida como mortal. Zeus le dice que su nuevo trabajo será servir néctar a los dioses y dormir con él por la noche. Ganimedes parece ignorar lo que significa dormir con Zeus, diciendo que cuando era niño dormía con su padre, quien siempre se quejaba de que Ganimedes lo pateaba mientras dormía, y lo enviaba a la cama de su madre. Zeus no tiene ningún problema con eso, diciendo que lo besará de todos modos, y ordena a Hermes que ofrezca algo de ambrosía a Ganimedes, para hacerlo inmortal.

### Diálogo V: Hera y Zeus (I)

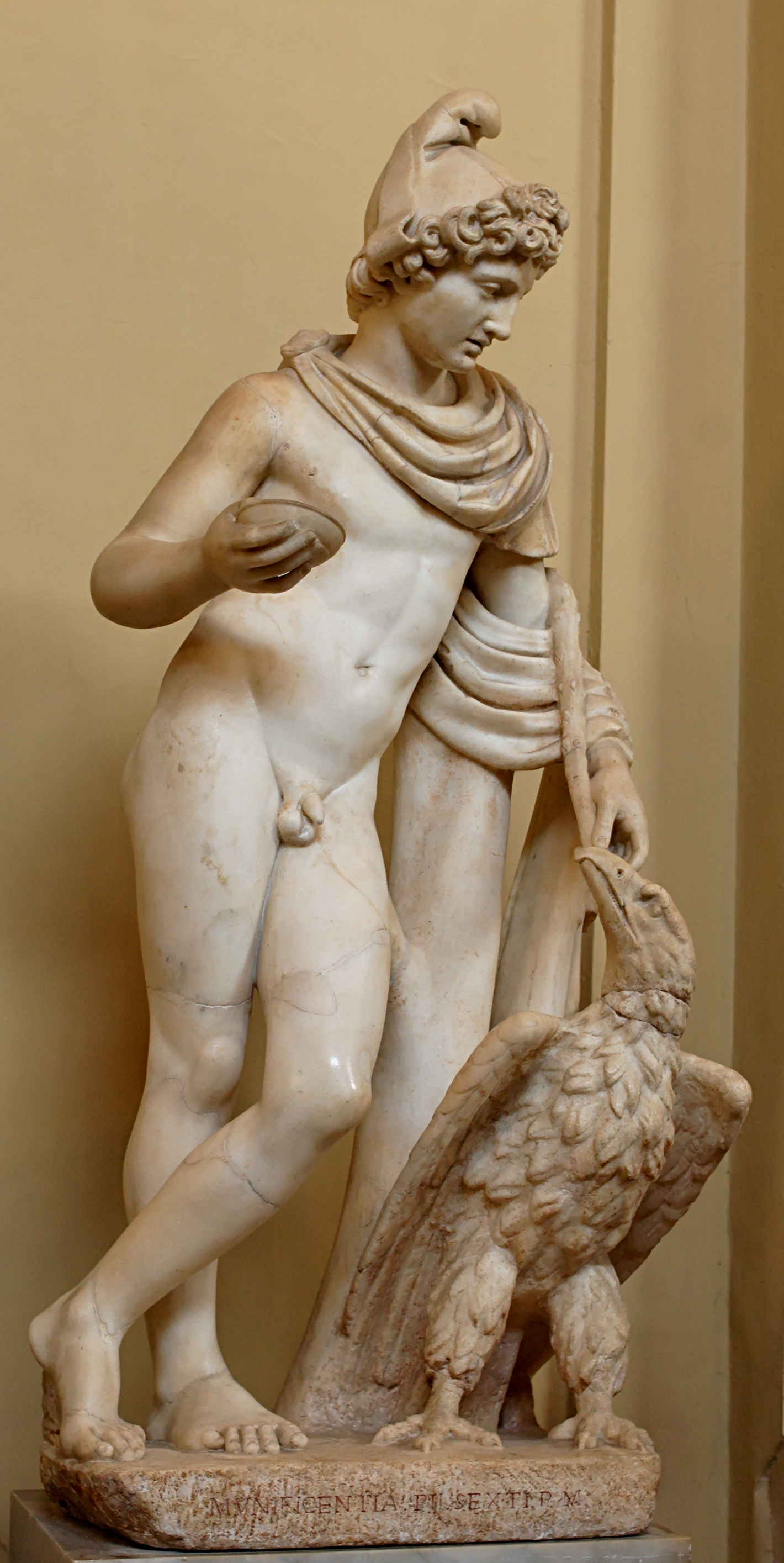
Ganimedes con Zeus, bajo la apariencia de águila.

Hera se queja a Zeus de que, desde que secuestró al niño de Ida, no le presta ninguna atención. Zeus se sorprende por ello, y Hera le dice que es inapropiado que el rey de los dioses abandone así a su esposa para buscar la compañía de mujeres mortales. Se siente todavía más ofendida por Ganimedes, a quien Zeus ha traído al Olimpo —en comparación con las mujeres mortales que finalmente abandona— y ha hecho su copero, como si Hebe y Hefesto, no fueran ya suficientes. Además, se queja de que Zeus no puede quitarle las manos de encima al niño y lo besa en cada oportunidad. Zeus dice que si le permitiera besar también a  Ganimedes, ella entendería por qué prefiere sus besos incluso al néctar. Sus bromas continúan, con Hera argumentando que Zeus la está deshonrando con sus acciones, y Zeus defendiendo su decisión de mantener a Ganimedes en el Olimpo. Le dice que sus celos solamente influyen en su amor y le ordena a Ganimedes que le dé dos besos, en lugar de uno, cuando le sirva.

### Diálogo VI: Zeus, Hera y Ixión
Hera pregunta a Zeus qué opinión tiene de su invitado, Ixión, y Zeus responde que es digno de la compañía de los dioses. Hera, en cambio, afirma que es indigno. Zeus le pregunta por qué piensa así, y aunque ella se resiste a decirlo, presionada por él confiesa que Ixión ha estado haciendo insinuaciones inapropiadas hacia ella, que ella ha tratado de ignorar. Zeus se enfada por la arrogancia del mortal, y le echa la culpa al amor, lo que disgusta a Hera porque le recuerda que Zeus se acostó una vez con la mujer de Ixión, engendrando a Pirítoo. Zeus dice que sería impropio echar a Ixión, así que en su lugar sugiere que le envíen una nube con la imagen de Hera. Hera protesta, diciendo que si hacen eso Ixión presumirá de haberse acostado con la mismísima reina de los dioses, pero Zeus le dice que si hace eso, lo arrojarán al Tártaro.

### Diálogo VII: Hefesto y Apolo
Hefesto le pregunta a Apolo si ha visto lo hermoso y encantador que es el bebé de Maya. A Apolo no le hace ninguna gracia y dice que el bebé ya ha robado el tridente de Poseidón, la espada de Ares y su propio arco y flechas. Hefesto apenas parece creerlo, pero Apolo le dice que compruebe si le falta algo, y Hefesto descubre que le faltan las tenazas. Apolo le dice que busque en la cuna del bebé para encontrar sus tenazas; el bebé está bien revisado en el arte de robar, ya que también ha robado la faja de Afrodita y el cetro de Zeus. Incluso baja al Inframundo para robar cosas de allí, ya que conduce a las almas con la ayuda de un bastón, que Hefesto admite haberle regalado.

### Diálogo VIII: Hefesto y Zeus

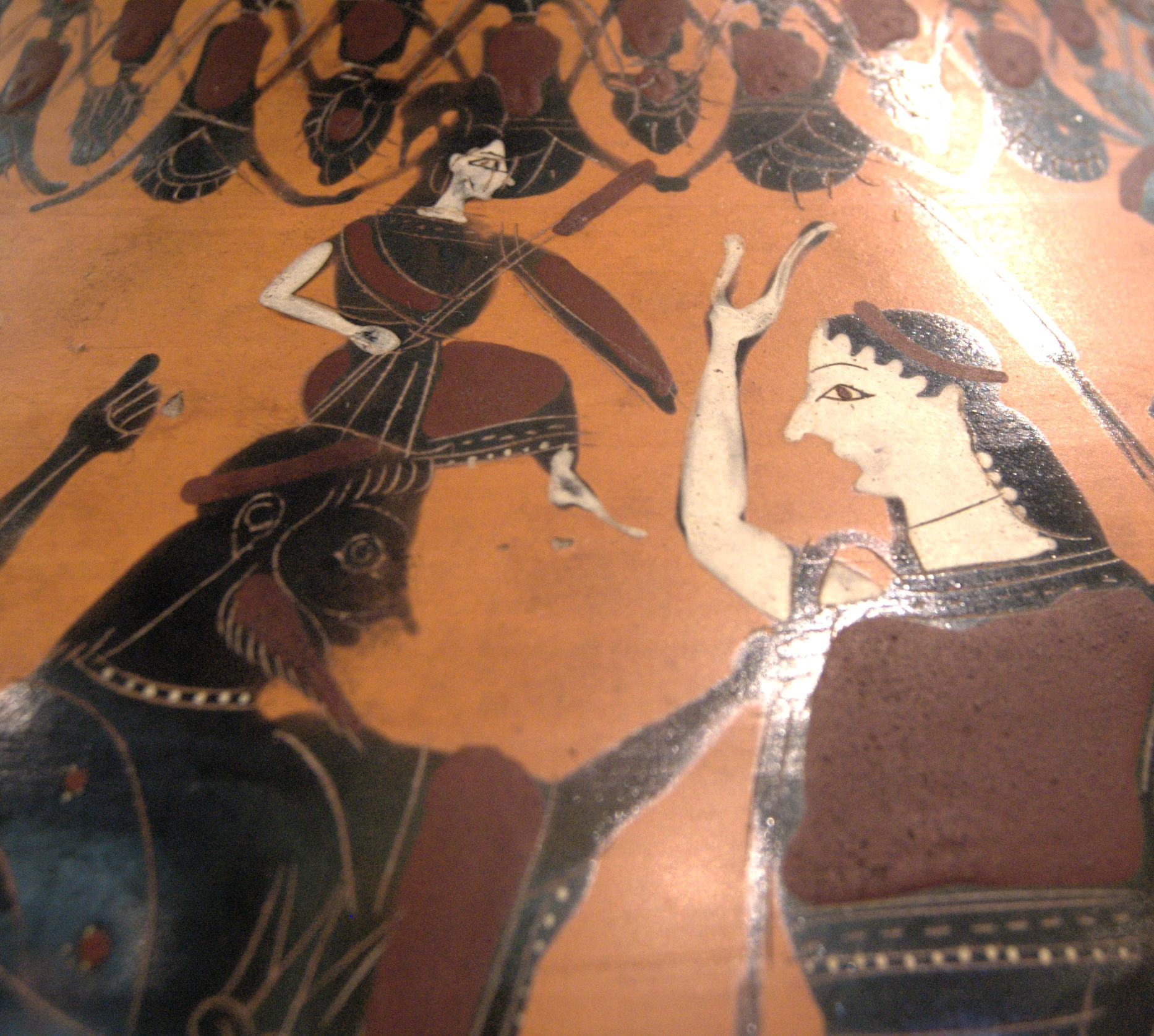
Nacimiento de Atenea armada de la cabeza de Zeus, con Ilitía a la derecha. Cerámica ática del siglo VI a. C.

Zeus ordena a un perplejo Hefesto que le golpee en la cabeza con su martillo; le dice que golpee con toda la fuerza que pueda, o se enfadará con él, y no es la primera vez. Hefesto accede, pero le advierte que no será un trabajo limpio e incruento de Ilitía; Zeus dice que no le importa, y Hefesto hace lo que le han dicho. El cráneo de Zeus se rompe, y una diosa (Atenea) emerge de su cabeza abierta. Hefesto, prendado de su belleza, pide su mano, pero Zeus se niega, diciendo que ella seguirá siendo virgen para siempre.

### Diálogo IX: Poseidón y Hermes
Poseidón pregunta dónde puede encontrar a Zeus, pero Hermes, avergonzado, le dice que no es el momento. Poseidón entiende que Zeus está en compañía de Hera o de Ganimedes, pero Hermes dice que no a ambas. Tras algunas presiones de Poseidón, Hermes admite que Zeus acaba de dar a luz, lo que sorprende a Poseidón, que no tenía ni idea de que Zeus estuviera embarazada. Hermes le informa de que el feto no estaba en su vientre, sino en su pantorrilla. Le explica cómo Zeus dejó embarazada a Sémele, pero Hera convenció a Sémele para que pidiera a Zeus que se le apareciera con todos sus rayos y truenos. Como resultado, Sémele murió quemada, pero Zeus consiguió salvar al bebé (Dioniso) empujándolo a su ternero para que siguiera creciendo. Además, afirma que ha entregado el bebé a unas ninfas para que lo críen, y que ahora va a ofrecer a Zeus los cuidados tras el parto.

### Diálogo X: Hermes y Helios
Hermes va a buscar a Helios, para anunciarle la orden de Zeus de no salir durante tres días. Helios teme haber hecho algo malo y que este sea su castigo, pero Hermes le asegura que no es nada de eso; Zeus está enamorado de Alcmena esposa de Anfitrión y quiere estar con ella. Quiere engendrar con ella un gran héroe (Heracles), más poderoso que ningún otro, y necesita tiempo para ello. Helios está de acuerdo, pero se queja de las consecuencias de las acciones de Zeus para el mundo, y lo compara desfavorablemente con Crono, que nunca abandonó a Rea por una mujer mortal. Hermes le dice que se calle, pues se meterá en problemas si alguien lo oye, y se va a dar el mismo mensaje a Selene y a Hipnos.

### Diálogo XI: Afrodita y Selene
Afrodita pregunta a Selene, la diosa de la luna, si son ciertos los rumores de que abandona a menudo el cielo para reunirse con su amante mortal Endimión. Selene responde que no es ella quien tiene la culpa de eso, sino el hijo de Afrodita, Eros. Afrodita le da la razón, y señala cómo Eros atormenta a todo el mundo, como a Rea, a la que ha hecho enamorarse de Atis, o a su propia madre, cuando hizo que Perséfone se enamorara también del amante de Afrodita, Adonis, por lo que ambas tienen que compartirlo. Selene dice que tiene un consuelo en su pasión, ya que Endimión es un hombre muy guapo. Dice que lo visita todas las noches donde duerme en una cueva de puntillas, tratando de no hacer ruido para que no se despierte de su sueño.

### Diálogo XII: Afrodita y Eros (I)
Afrodita reprende a su hijo por todos los problemas que causa; hace que Zeus adopte un millón de formas, que Selene abandone el cielo, y que Helios, el dios del sol, permanezca más tiempo en la cama con Clímene, olvidándose de salir. Incluso tiene sometida a Rea, la madre de los dioses, haciéndola temer lo que le ocurriría si Rea, harta de Eros, ordenara a los coribantes o a sus leones que le atacaran. Eros le dice que no tema, que él puede con Rea. Dice que no debe ser culpado por nada de esto; y después de todo, ¿preferiría Afrodita no estar enamorada de Ares? Afrodita le advierte que recuerde lo que ha dicho.

### Diálogo XIII: Zeus, Asclepio y Heracles
Asclepio y Heracles discuten sobre cuál de los dos debe ocupar el lugar más alto en la mesa; cada uno argumenta que es más digno que el otro. Heracles afirma que ha logrado tantos objetivos y ha derrotado a tantos enemigos que merece el mejor lugar, mientras que Asclepio señala que él mismo curó las heridas de quemaduras de Heracles y que, además, nunca mató a su familia, ni fue esclavo de la reina Ónfale. Heracles lo amenaza con violencia, pero Zeus interviene y le dice a Heracles que deje a Asclepio el mejor lugar, dado que Asclepio murió primero.

### Diálogo XIV y XV: Hermes y Apolo (I) y (II)

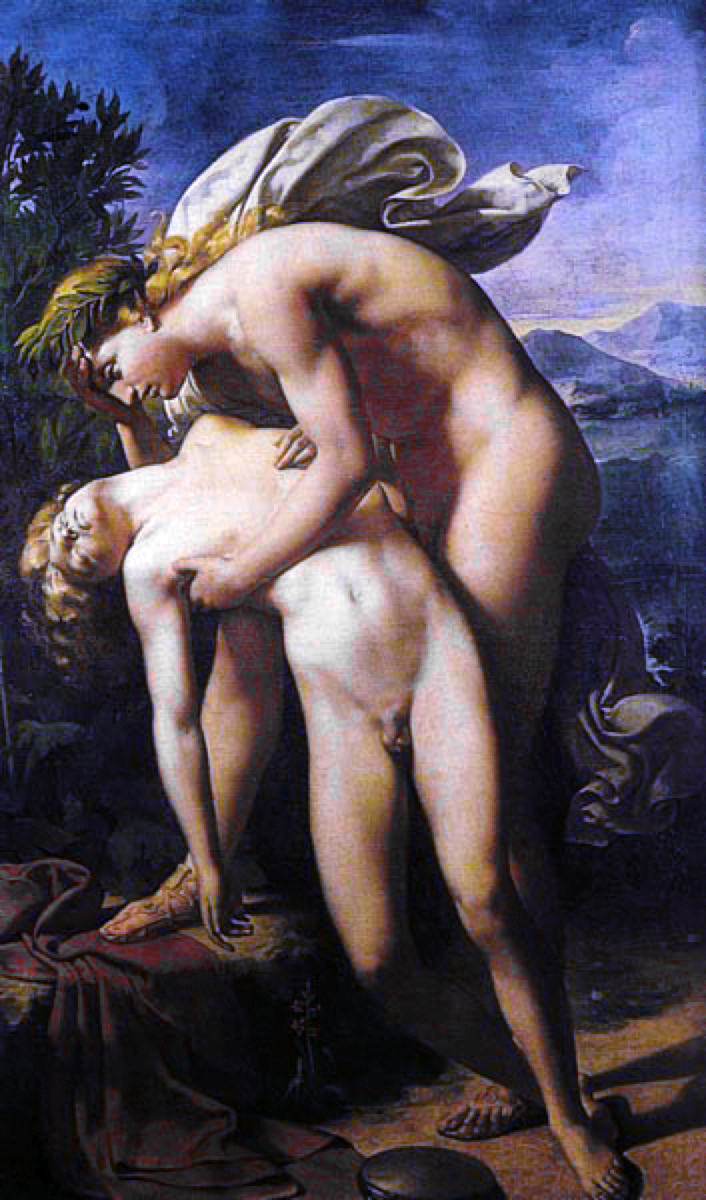
La muerte de Jacinto, pintura al óleo de Merry-Joseph Blondel.

Hermes le pregunta a Apolo por qué está tan triste; Apolo responde que es porque tiene muy mala suerte en el amor. Ahora está de luto por su amante Jacinto, el hijo del rey Ébalo. Hermes le pregunta si eso significa que ha muerto, lo que Apolo confirma, se le pregunta cómo ha sucedido, y Apolo asume toda la responsabilidad, lo que lleva a Hermes a pensar que Apolo se ha vuelto loco; pero Apolo explica que los dos estaban jugando al disco, únicamente para que Céfiro, el dios del viento del oeste que también estaba enamorado de Jacinto, redirigiera el disco para que golpeara a Jacinto en la cabeza, matándolo; y por eso Apolo está tan triste. Hermes le dice que está siendo irracional; Apolo era consciente de que Jacinto era mortal, y debería haber esperado su eventual muerte.
Hermes parece incapaz de creer que el cojo Hefesto haya conseguido casarse con las más bellas de las diosas, es decir, Afrodita y Aglaya. Apolo cree que se debe a la suerte; sin embargo, se pregunta cómo no les da asco besarlo, ya que está sucio y sudado todo el tiempo. Hermes está de acuerdo, sin comprender cómo ellos mismos, que son tan guapos, están solos. Apolo dice que, en general, él mismo tiene mala suerte en el amor; amó a Dafne y a Jacinto sobre todo, pero los perdió a ambos. Apolo se pregunta cómo es que Afrodita y Aglaya no parecen envidiarse mutuamente; a eso, Hermes responde que es porque Afrodita está en el Olimpo, y Gracia en Lemnos. Además, Afrodita está enamorada de Ares, y no de Hefesto, sin que él lo sepa.

### Diálogo XVI: Hera y Leto

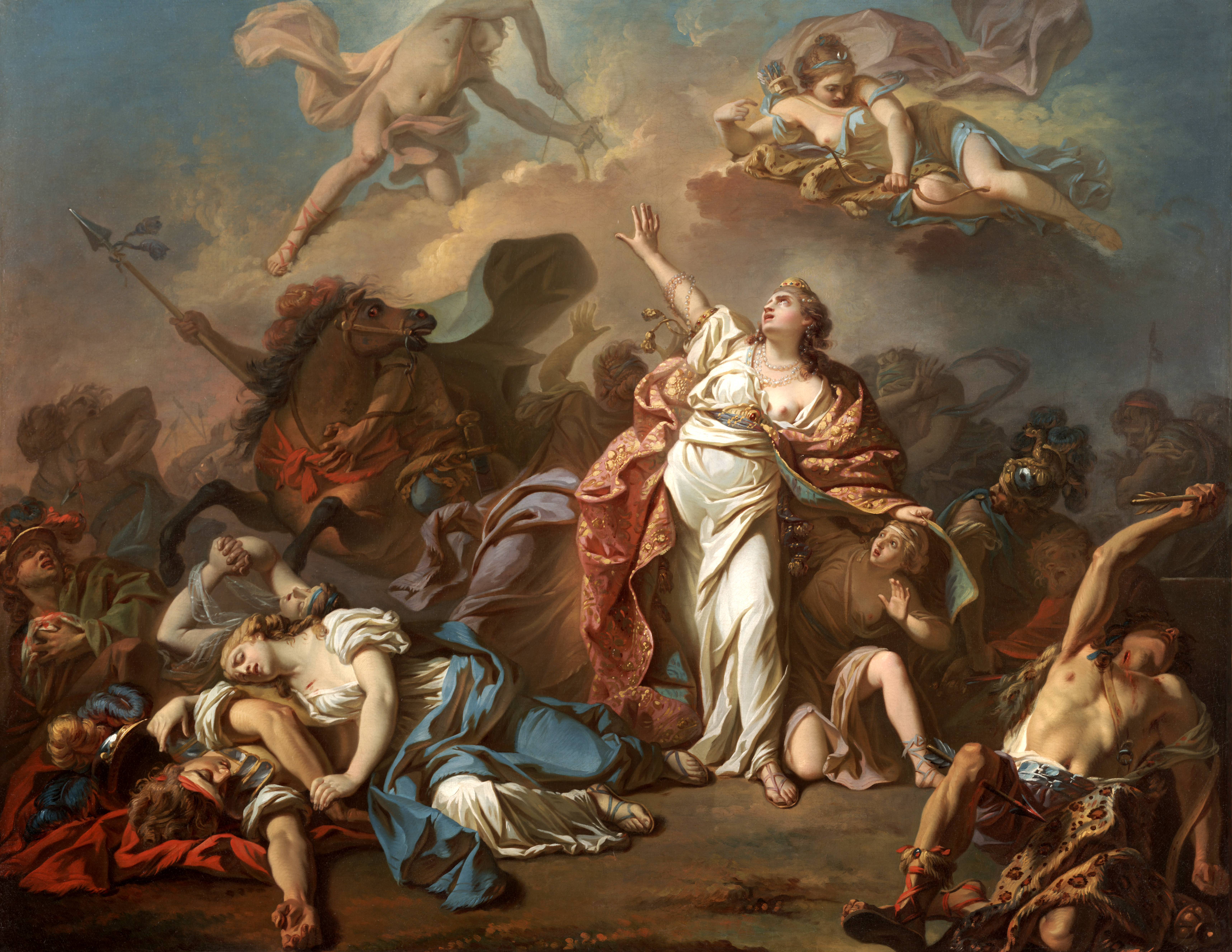
Niobe intentando proteger a sus hijos de Artemisa y Apolo por Jacques-Louis David.

Hera felicita sarcásticamente a Leto por los dos hijos que ha tenido Zeus. Leto rechaza diciendo que no todo el mundo puede tener la suerte de tener a Hefesto. Hera defiende a Hefesto por sus obras, pero insulta a Artemisa y a Apolo, llamándola caníbal, y menospreciando sus dominios. Además, afirma que sus hijos no son realmente mejores que los de Niobe. Leto le responde que probablemente Hera esté celosa de ver que sus hijos [los de Leto] reciben tanta atención y elogios de todo el mundo. Hera se burla de esta afirmación, mencionando cómo Apolo desolló vivo a Marsias por desafiarlo en un concurso de música y cómo Artemisa mató a Acteón por verla desnuda. Leto le dice que Hera se siente libre de insultar a todo el mundo debido a su condición de esposa de Zeus, pero que volverá a ser desgraciada cuando él la abandone de nuevo en favor de alguna mujer mortal. Además, Apolo y su hermana Artemisa mataron a todos los hijos de Niobe por haber ofendido a Leto a quien no habían sacrificado. 

### Diálogo XVII: Hermes y Apolo (III)
Apolo ve a Hermes riéndose y le pregunta qué le pasa. Hermes responde que ha sido testigo del espectáculo más ridículo; Hefesto ha atrapado a Afrodita y Ares desnudos en la cama. Apolo le pregunta cómo ha ocurrido esto, y Hermes le dice que Hefesto llevaba tiempo intentando atraparlos, así que puso una fina red en la cama. Ares y Afrodita se tumbaron allí, sin saberlo, mientras Helios informaba a Hefesto, que entonces llamó a los demás dioses para que vieran el humillante espectáculo. Apolo se pregunta cómo es que Hefesto no se avergüenza de hacer alarde de su fallido matrimonio de esa manera, pero Hermes dice que con gusto se ataría él mismo en la cama con Afrodita, e invita a Apolo a venir y verlo por sí mismo.

### Diálogo XVIII: Hera y Zeus (II)

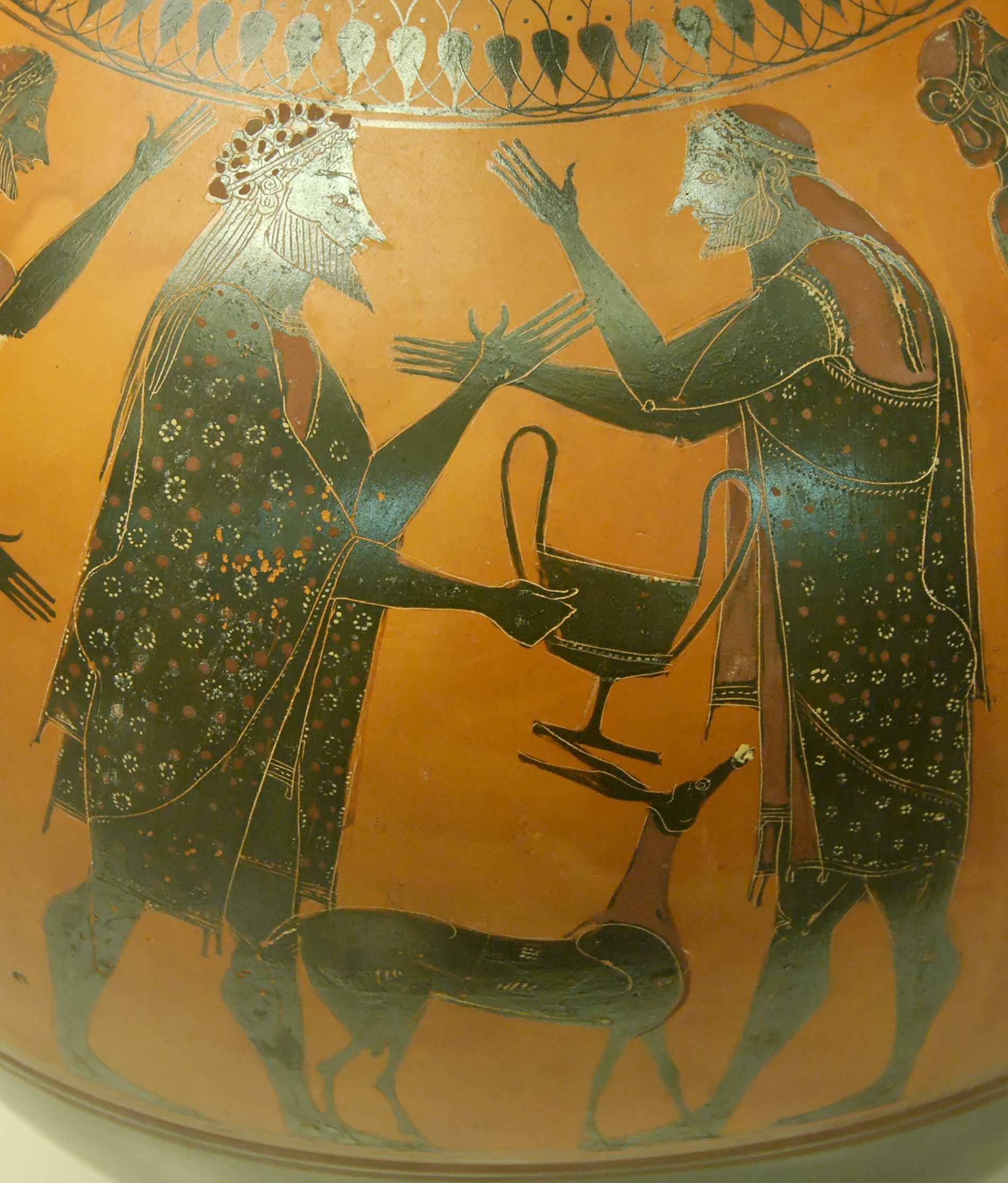
Ánfora que representa a Dioniso y a Icario.

Hera le dice a Zeus que se avergonzaría si tuviera un dios tan femenino y propenso a la embriaguez como Dioniso, que se pasa todo el tiempo en compañía de las ménades, de fiesta y bebiendo vino. Zeus defiende a su hijo, mencionando sus muchos logros; cómo dirigió una campaña de guerra en la India, cómo tiene a toda Lidia bajo su control, cómo manda a los tracios y al pueblo de Tmolus, todo ello mientras lleva hiedra, sostiene su tirso y baila danzas frenéticas. Se pregunta qué podría hacer sobrio, si hace todo eso mientras está borracho. Hera se molesta al ver que Zeus alaba a Dioniso por haber descubierto el vino, teniendo en cuenta lo que le ocurrió a Icario 
, que fue asesinado por sus compañeros de borrachera. Zeus dice que eso no es culpa de Dioniso, sino de la incapacidad de la gente para hacer algo con moderación. También dice que las palabras malsonantes de Hera hacia Dioniso provienen de sus celos por Sémele.

### Diálogo: XIX: Afrodita y Eros (II)
Afrodita le pregunta a Eros cómo es que, después de todas las victorias que ha tenido sobre dioses como Zeus, Apolo, Poseidón y ella misma, nunca intenta sus trucos con Atenea. Eros dice que es porque Atenea le asusta, lo que hace que Afrodita se pregunte por qué Ares no le asusta; Eros responde que es porque Ares le da la bienvenida, mientras que Atenea siempre es poco invitante. Además, tampoco se acerca a las Musas, por respeto. En cuanto a Artemisa, no puede alcanzarla, ya que corre por las montañas. Además, ya está enamorada de otro. Afrodita señala que a Apolo, el hermano de Artemisa, en cambio, Eros lo ha herido muchas veces.

### Diálogo XX: Zeus, Hermes, Hera, Atenea, Afrodita yParis(El Juicio de Paris)

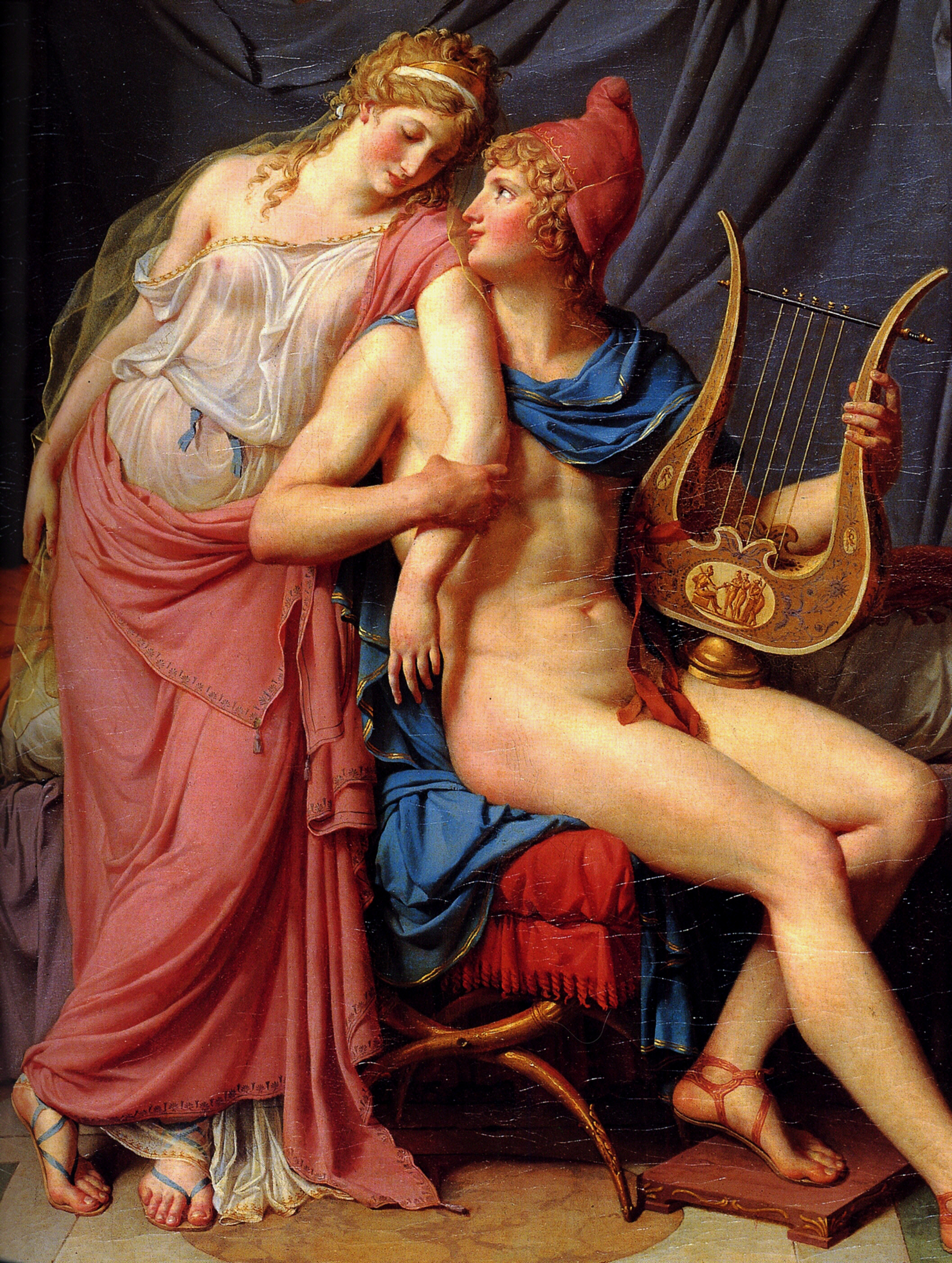
Los amores de Helena y Paris, pintura de Jacques-Louis David.

El episodio es la conversación entre las diosas Afrodita, Hera, Atenea, Hermes y Zeus antes de ir a Frigia a buscar al niño pastor Alessandro Paris . Era el hijo del rey Príamo de Troya que tuvo más de cincuenta hijos con la reina Hécuba y otras mujeres. El nacimiento de Paris había estado acompañado de presagios tristes y oscuros, ya que pocos días antes del nacimiento, Hécuba soñó con la ciudad en llamas destruida por serpientes que salían del útero y la profetisa Casandra, hermana mayor del feto, predijo que sería la ruina de Troya. Príamo, no queriendo matar al recién nacido, lo confió a un pastor que lo tuvo con él en el monte Ida.
Durante un banquete de bodas la «diosa de la discordia» Eris aprovechó la ocasión para crear confusión entre los invitados lanzando una manzana dorada en el centro de la gran mesa grabada con «A la más bella». Las tres diosas más espléndidas del Olimpo, Hera, Atenea y Afrodita se pelearon por la manzana, discutiendo constantemente hasta que Zeus y el mensajero Hermes decidieron confiar el juicio al mortal Paris. Antes de partir hacia la Tierra, las tres diosas consultan sobre el pasado y la apariencia del niño. Aunque todavía no lo sabía, era hijo del noble Príamo, pero vivía con cabras y campesinos toscos, aunque tenía un amor: la ninfa curadora Idea. Mientras emprenden un viaje, las diosas son incapaces de identificar la posición del niño pastor en la montaña, e incluso están a punto de perderse y llegar a pegarse, cuando Hermes las bloquea, diciéndole que no se metan en problemas y que le sigan a él. De hecho, Hermes vio el amor que Zeus sentía por el niño Ganímedes que pastoreaba las cabras en esa montaña, fue enviado muchas veces a espiar sus movimientos e incluso a recoger el palo que se le cayó después de su secuestro por parte del pretendiente divino que se transformó en águila para llevarlo al Olimpo. Los cuatro llegan a los pies de Paris asombrado por el prodigioso acontecimiento. Hermes el embajador le dice que no tenga miedo y que ha sido elegido como juez para nombrar a la más bella de esas tres diosas. Paris examina cuidadosamente a Venus, Minerva y Hera y nota en todos los rasgos de una belleza inconmensurable y perfecta. No puede decidirse del todo y pregunta si era posible tener tres manzanas doradas para dárselas a las mujeres. Dado que esto no fue posible, Paris todavía teme la ira de los no dibujados, pero ahora realmente se le insta a juzgar. Como ya no se le presentaría tal oportunidad, Paris pide que los tres se desnuden y así lo hacen, dejándolo atónito. Afrodita, Hera y Atenea tienen pechos firmes y blancos y el órgano reproductor de una atracción abrumadora. Aún indecisa, Hera le promete al chico que lo convertiría en el rey de toda Asia y otras tierras desconocidas, además del hombre más rico del planeta. Atenea acercándose a él le promete sabiduría eterna y conocimiento de todos los secretos del Cosmos. Finalmente de París llega Afrodita que le asegura el encuentro con todas las chicas guapas del mundo y especialmente con Helena de Esparta, esposa del soberano Menelao. Paris, sin saber mucho de riqueza, política o intelecto ya que era un simple pastor, elige la propuesta de Afrodita, asegurándose primero que se uniría a Helena partiendo hacia Esparta y que luego sería concedida con la ayuda de Cupido, para finalmente entregarle la manzana dorada.

### Diálogo XXI: Ares y Hermes

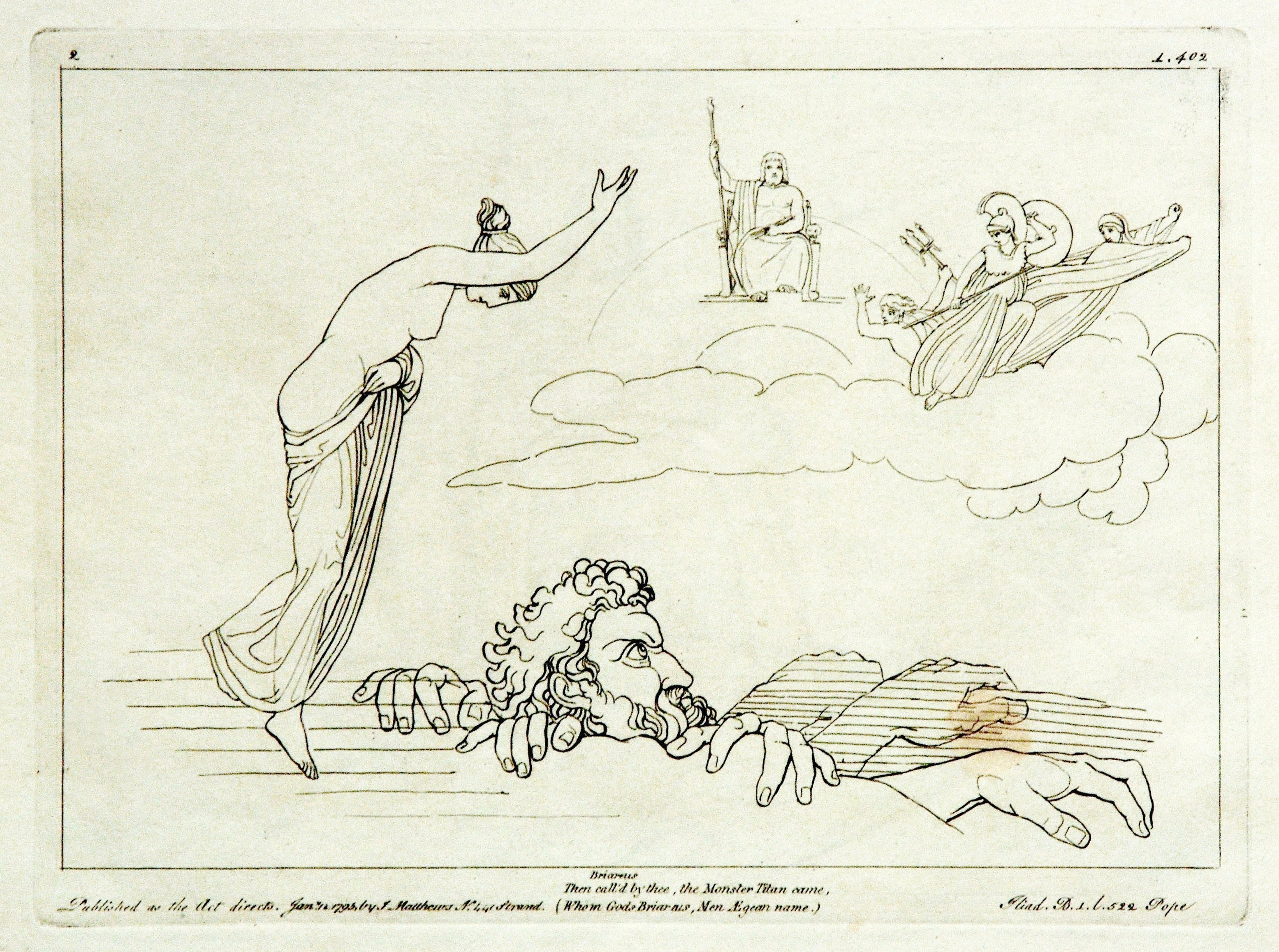
Grabado a buril de 1793, a partir de un dibujo de John Flaxman, empleado en una edición de la Iliada: (Tetis invoca a Briareo.

Ares le pregunta a Hermes si ha oído hablar de lo que acaba de afirmar Zeus, que es más poderoso que todos los demás dioses juntos. Ares admite que Zeus es más fuerte que todos ellos por separado, pero que ni siquiera él podría acabar con todos a la vez. Hermes le dice a Ares que se calle por si esto le trae problemas, pero Ares, confiando en la discreción de Hermes, continúa, y se burla de la afirmación de Zeus basándose en lo indefenso que fue cuando Hera, Poseidón y Atenea se rebelaron contra él y lo ataron hasta que (Tetis consiguió que  el hecatónquiros Briareo lo liberara. Hermes le aconseja una vez más que se calle, o ambos se meterán en problemas.

### Diálogo XXII: Pan y Hermes
Pan saluda a Hermes, llamándolo su padre. Hermes le pregunta cómo es que es padre de un dios con patas de cabra como Pan. Pan le dice a Hermes que recuerde si alguna vez violó a una doncella de Arcadia; le explica que su madre es Penélope de Esparta, la hija de Icario, a quien se acercó en forma de cabra, por lo que Pan nació con la mitad inferior de una cabra. Hermes confirma la historia de Pan, pero se avergüenza de ser su padre. Le pide que no se dirija a él como su padre en presencia de los demás dioses, para que no se burlen de él.

### Diálogo XXIII: Apolo y Dioniso
Apolo se maravilla de lo diferentes que son los tres hijos de Afrodita; Eros es un arquero muy hermoso, Hermafrodito es mitad hombre mitad mujer, y Príapo es impropio de un hombre. Dioniso no culpa a Afrodita, sino a los diferentes dioses que engendraron a esos hijos en ella; afirma además que incluso los hijos nacidos de los mismos padres son a menudo tan diferentes entre sí, ejemplo de Apolo mismo y su hermana Artemisa. Apolo, sin embargo, dice que tanto él como ella son arqueros, y Dioniso contraataca diciendo que él es un sanador, mientras que ella dispara a los que la ofenden. Dioniso cuenta una anécdota sobre Príapo; el otro día fue recibido por él en su casa, pero cuando Dioniso se durmió, Príapo se le insinuó (sin éxito). Apolo se divierte con ello y le echa la culpa a la buena apariencia de Dioniso. Dionisio señala que Apolo también es muy guapo, y que podría atraer a Príapo también; y Apolo dice que en ese caso, además del pelo, también tiene un arco.

### Diálogo XXIV: Hermes y Maya
Hermes se queja a su madre Maya diciendo que es el más miserable de los dioses. Mientras los demás se divierten y beben libremente durante todo el día en el Olimpo, él tiene tantas obligaciones que no le queda tiempo libre para sí mismo. Le amarga que las simples mortales como Alcmena y los hijos de Sémele, puedan disfrutar de lo mejor de la vida inmortal, mientras que él, hijo de una diosa, tiene que actuar como un sirviente cada vez que Zeus tiene un trabajo para él. Maya le dice que eso es suficiente, y que debe obedecer a su padre sin rechistar.

### Diálogo XXV: Zeus y Helios
Zeus reprende airadamente al dios-sol Helios por haber confiado las riendas de su caballo a un joven, lo que, debido a la incompetencia del muchacho, hizo que la tierra se quemara y luego se congelara; el mundo habría sido ciertamente destruido si Zeus no lo hubiera golpeado con un rayo. Helios admite todo eso, pero utiliza como excusa los constantes ruegos de su hijo, y dice que no había previsto toda esa destrucción. Zeus no está convencido, y dice que es muy poco probable que no supiera que los caballos únicamente podían ser controlados con un agarre fuerte y firme, y que se desbocarían con un conductor inexperto. Helios dice que sabía todo eso, pero que cedió tras las súplicas de su hijo y su mujer. Él teoriza que su hijo se asustó cuando condujo demasiado alto y, por lo tanto, dejó caer las riendas, causando el caos que hizo. Le pide a Zeus que no sea demasiado duro, pues su hijo ya ha sido castigado, y él mismo está de gran luto. Zeus no está de acuerdo en que cualquiera de las dos cosas sea suficiente castigo dado el nivel de la catástrofe, y advierte a Helios que no vuelva a enviar a otro auriga en su lugar, o lo golpeará con sus rayos.

### Diálogo XXVI: Apolo y Hermes
Apolo y Hermes discuten sobre Cástor y Pólux. Apolo no puede distinguir a los gemelos, mientras que Hermes sí. Hermes informa a Apolo de que alternan entre el Olimpo y el Inframundo, deseando permanecer juntos para siempre, lo que Apolo considera injusto, ya que piensa que esos dos no ofrecen mucho, comparado con que él da profecías y Artemisa actúa como partera. Hermes le dice que su trabajo es ayudar a Poseidón como protectores de los marineros.